# Оссана
Оссана (итал. Ossana) — коммуна в Италии, располагается в провинции Тренто области Трентино-Альто-Адидже.
Население составляет 789 человек (2008 г.), плотность населения составляет 32 чел./км². Занимает площадь 25 км². Почтовый индекс — 38026. Телефонный код — 0463.
Покровителем коммуны почитается святой Вигилий из Тренто, празднование 26 июня.

## Демография
Динамика населения:

## Администрация коммуны
- Официальный сайт: https://web.archive.org/web/20100407165253/http://www.comuneossana.it/